# Paranortonia polybioides
Paranortonia polybioides är en stekelart som först beskrevs av Schulthess.  Paranortonia polybioides ingår i släktet Paranortonia och familjen Eumenidae. Inga underarter finns listade i Catalogue of Life.